# Avion d'interception
Pour les articles homonymes, voir Interception.
 (novembre 2024).
Si vous disposez d'ouvrages ou d'articles de référence ou si vous connaissez des sites web de qualité traitant du thème abordé ici, merci de compléter l'article en donnant les références utiles à sa vérifiabilité et en les liant à la section « Notes et références ».

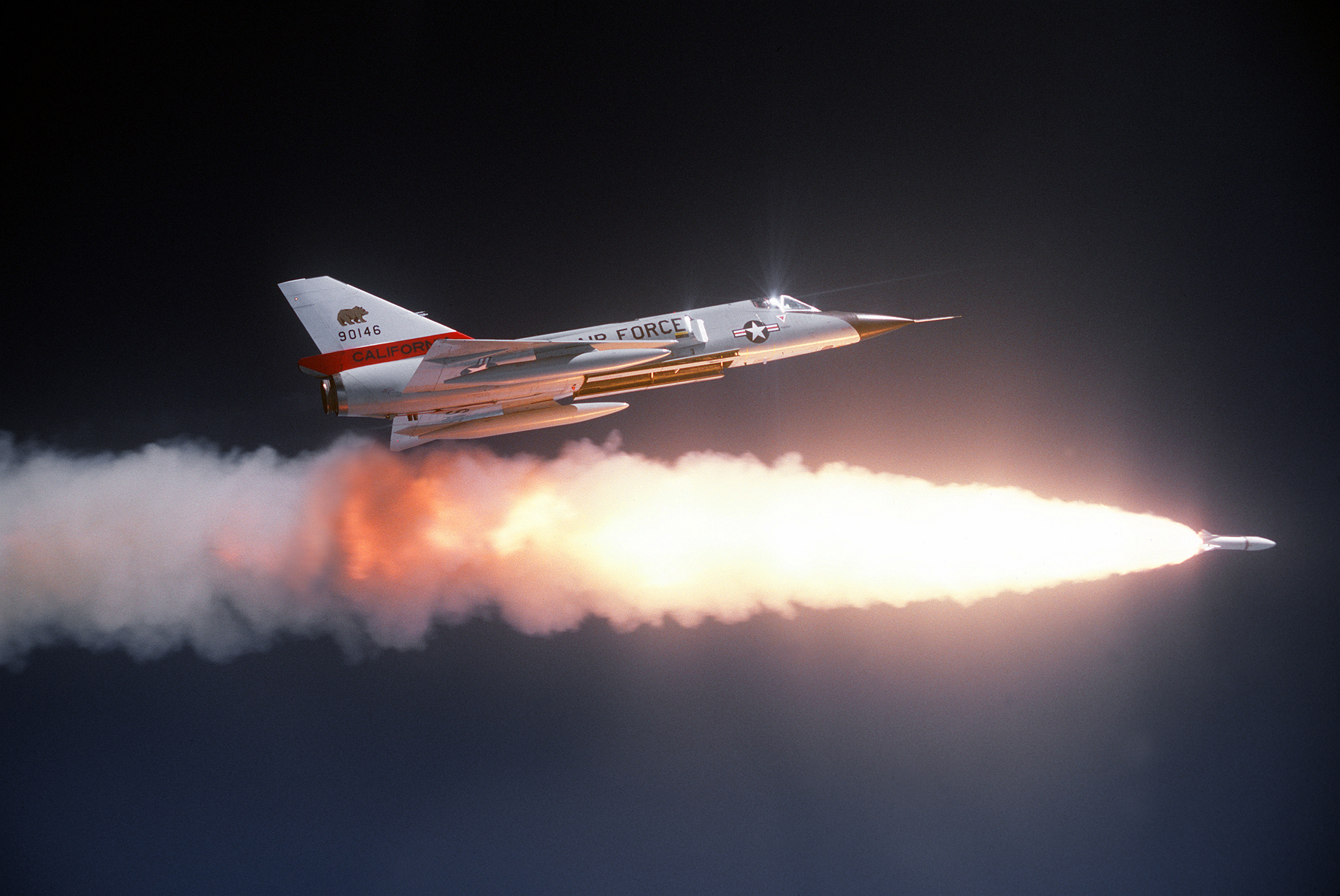
Intercepteur américain F-106A Delta Dart tirant un missile air-air Genie à capacité nucléaire, capable d'atteindre les 2400 km/h.

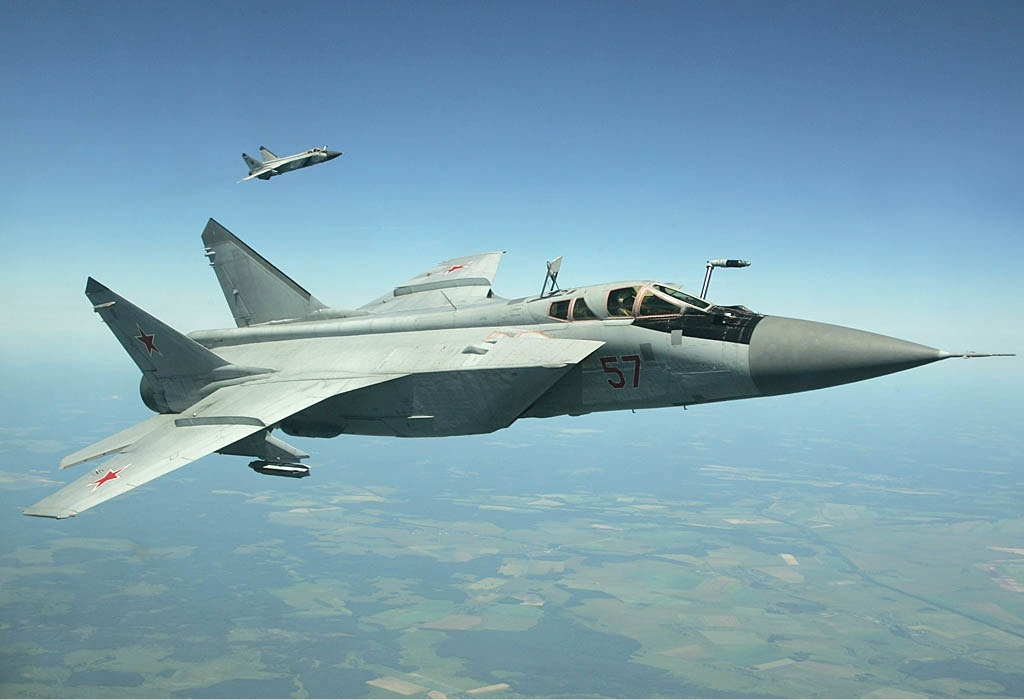
Intercepteur russe MiG-31, capable d'atteindre les 3200 km/h.

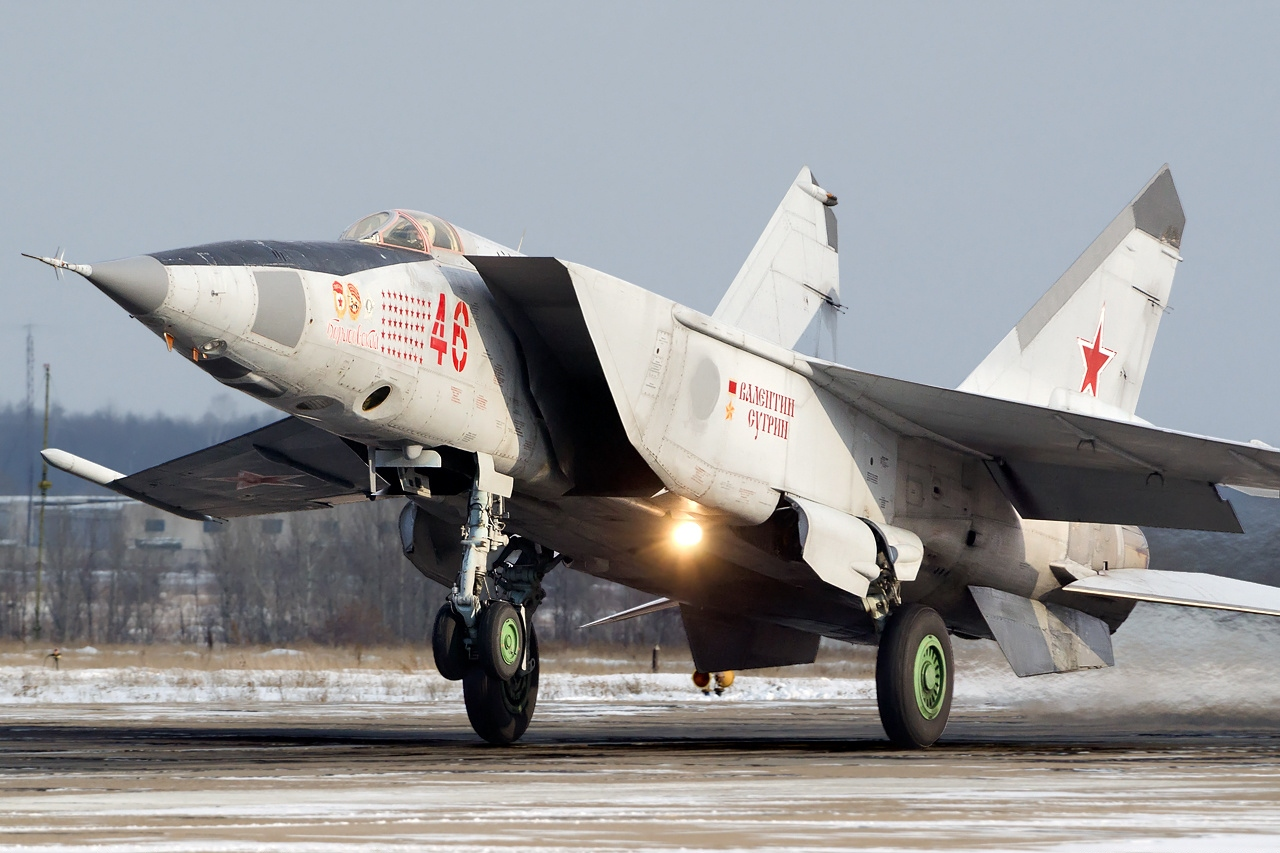
Intercepteur russe MiG-25, capable d'atteindre les 3400 km/h.

Un avion d'interception (ou intercepteur) est un type d'avion de chasse conçu spécifiquement pour arrêter et détruire des avions ennemis avant qu'ils atteignent leur objectif. Il s'agit principalement d'empêcher les bombardiers adverses d'attaquer le territoire national.
Ce type d'avion est apparu au début de la Seconde Guerre mondiale à la suite de l'arrivée de bombardiers stratégiques puis de la bombe atomique. Il est devenu moins important à partir de la fin des années 1960, à la suite de l'apparition des missiles balistiques intercontinentaux impossibles à intercepter.

## Caractéristiques

### Vitesse
Un intercepteur doit être le plus rapide possible, afin d'avoir une chance d'arrêter les avions ennemis avant qu'ils n'arrivent au-dessus du territoire national.
D'une manière similaire, ce type d'avion doit avoir une vitesse ascensionnelle la plus élevée possible afin d'atteindre en un minimum de temps le plafond opérationnel des avions à intercepter. Pour obtenir une vitesse ascensionnelle élevée, les intercepteurs présentent un rapport poussée/poids important (l'idéal étant un rapport poussée/poids de 1 ou plus).

### Équipement électronique
L'équipement électronique d'un intercepteur est variable. Il dépend beaucoup de la politique militaire aéronautique du pays qui le conçoit et/ou l'emploie sachant que ce type d'avion est généralement guidé par le contrôle au sol.

### Armement
Un intercepteur doit être en mesure d'abattre des bombardiers lourds, ce qui réclame un armement puissant composé :
- de canons pendant la Seconde Guerre mondiale (d'un calibre allant de 20  à   37 mm)
- de roquettes jusqu'aux années 1950/1960
- de missiles air-air

En général un certain nombre d'intercepteurs sont placés en alerte, c'est-à-dire prêts à décoller dès que les radars de surveillance signalent l'approche d'un avion hostile. Le plein de carburant est fait, l'avion est armé réellement, les systèmes de mise en route sont branchés et, suivant le type d'alerte, le pilote peut être soit déjà installé à bord soit attendre dans un local juste à côté de l'avion.

## Exemple d'intercepteurs
(par ordre d'apparition)
- Messerschmitt Me 163
- Messerschmitt Bf 109

- Curtiss P-40 Warhawk

- Supermarine Spitfire
- Morane-Saulnier MS.406
- Mitsubishi J2M
- Lockheed F-94 Starfire
- Dassault Mirage III
- Avro Canada CF-100 Canuck
- FMA I.Ae. 37
- English Electric Lightning
- Convair F-102 Delta Dagger
- Vought F-8 Crusader
- F-106 Delta Dart
- Soukhoï Su-15 (Flagon)

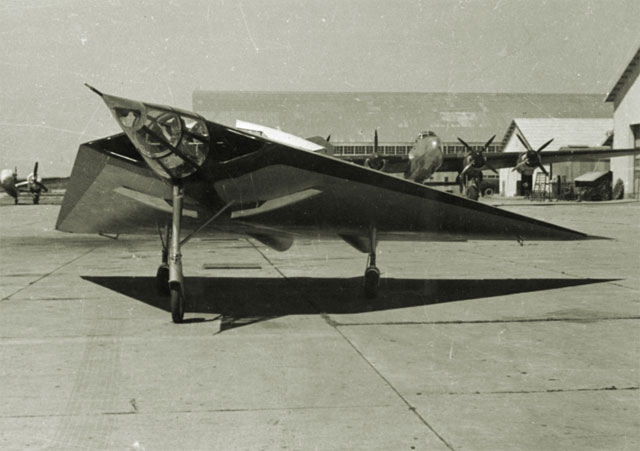
Intercepteur FMA I.Ae. 37.

- Mikoyan-Gourevitch MiG-25 (Foxbat)
- Mikoyan-Gourevitch MiG-31 (Foxhound)
- Grumman F-14 Tomcat